# Oleuropein
Oleuropein je hemijsko jedinjenje pristno u maslinovom lišću. Ono se javlja zajedno sa blisko srodnim jedinjenjima kao što su 10-hidroksioleuropein, ligstrozid, i 10-hidroksiligstrozid. Sva ta jedinjenja su tirozolni estri elenolinske kiseline koja su dalje hidroksilovana i glikozilovana. On je jedan od glavnih prirodnih fenola prisutnih u arganskom ulju. On je takođe prisutan u lišću kaline.
Oleuropein i njegov metabolit hidroksitirozol imaju moćno antioksidansno dejstvo in vivo i in vitro. Oleuropein  je jedno od jedinjenja koja daju ekstra devičanskom maslinovom ulju njegov gorak, opor ukus. Preparati oleuropeina imaju više farmakoloških dejstava, jedno od kojih je ojačavanje imunskog sistema. Ispitivanja na pacovima sugerišu da oleuropein pojačava termogenezu putem povišenaj sadržaja termogenina u smeđem adipoznom tkivu i sekreciju noradrenalina i adrenalina.

## Literatura
- Tripoli, Elisa; Giammanco, Marco; Tabacchi, Garden; Di Majo, Danila; Giammanco, Santo; La Guardia, Maurizio (2009). „The phenolic compounds of olive oil: Structure, biological activity and beneficial effects on human health”. Nutrition Research Reviews. 18 (1): 98—112. PMID 19079898. S2CID 221216561. doi:10.1079/NRR200495.
- Walter Jr, WM; Fleming, HP; Etchells, JL (1973). „Preparation of antimicrobial compounds by hydrolysis of oleuropein from green olives”. Applied Microbiology. 26 (5): 773—6. PMC 379900 . PMID 4762396. doi:10.1128/am.26.5.773-776.1973.
- Andreadou, Ioanna; Iliodromitis, Efstathios K.; Mikros, Emmanuel; Constantinou, Maria; Agalias, Apostolos; Magiatis, Prokopios; Skaltsounis, Alexios Leandros; Kamber, Elli; Tsantili-Kakoulidou, Anna (2006). „The Olive Constituent Oleuropein Exhibits Anti-Ischemic, Antioxidative, and Hypolipidemic Effects in Anesthetized Rabbits”. The Journal of Nutrition. 136 (8): 2213—9. PMID 16857843. doi:10.1093/jn/136.8.2213.
- Leehuang, S; Huang, P; Zhang, D; Lee, J; Bao, J; Sun, Y; Chang, Y; Zhang, J; Huang, P (2007). „Discovery of small-molecule HIV-1 fusion and integrase inhibitors oleuropein and hydroxytyrosol: Part I. Integrase inhibition”. Biochemical and Biophysical Research Communications. 354 (4): 872—8. PMC 2790717 . PMID 17275783. doi:10.1016/j.bbrc.2007.01.071.
- Lee-Huang S, Huang P, Huang P (11 July 2004—16). „Anti-HIV activity of olive leaf extract and synergism with HAART”. Int Conf AIDS 15th. Bangkok. Архивирано из оригинала 28. 09. 2011. г. Приступљено 04. 12. 2012. Проверите вредност парамет(а)ра за датум: |date= (помоћ)